# Кошуляны
Кошуляны (укр. Кошуляни) — село в Мамалыговской сельской общине Днестровского района Черновицкой области Украины.
Расположено на левом берегу реки Прут. До 2020 года входило в Новоселицкий район.
Население по переписи 2001 года составляло 1141 человек. Почтовый индекс — 60365. Телефонный код — 3733. Код КОАТУУ — 7323084302.